# Calcinus tropidomanus
Calcinus tropidomanus is een tienpotigensoort uit de familie van de Diogenidae. De wetenschappelijke naam van de soort is voor het eerst geldig gepubliceerd in 1981 door Lewinsohn.